# سرمایه‌گذاری هندرسون
سرمایه‌گذاری هندرسون (انگلیسی: Henderson Investment) شرکت خوشه‌ای هنگ کنگی است، که در سال ۱۹۷۰ توسط لی شاو-کی تأسیس شد.